# Reserva nacional El Yali
El Yali es una Reserva Nacional ubicada en Chile, en la comuna de Santo Domingo (provincia de San Antonio, región de Valparaíso). Corresponde a un humedal, es decir, una zona húmeda o inundada; temporal o permantemente. Se compone de 13 cuerpos y cursos de agua. 
Tiene relevancia internacional como sitio Ramsar. Es el sitio Ramsar N.º 878, declarado en 1996; y corresponde a uno de los 16 sitios Ramsar de Chile (al año 2025). Posee diversos valores ambientales y culturales.
Es uno de los humedales más importantes del centro y norte de Chile debido a su riqueza en especies y abundancia de aves acuáticas. Es uno de los sitios de mayor concentración de aves de la zona central de Chile. Proporciona importantes áreas de alimentación, anidación y refugio para numerosas especies de aves migratorias. Un total de 115 especies de aves (incluidas especies amenazadas, vulnerables o raras), que representan aproximadamente el 25% de toda la vida de aves que se encuentra en Chile, frecuentan el sitio.
Según información actualizada al 2025 y obtenida desde SIMBIO (Sistema de Información y Monitoreo de Biodiversidad), destaca por la protección de 176 especies de vertebrados. Las aves son el grupo más numeroso y representativo de la Reserva. Un 26% de las especies presenta algún problema de conservación, 9% son endémicas y el 5% corresponden a especies introducidas.
El Yali ha sido considerado como un sitio importante de nidificación de diversas especies de aves de la zona central de Chile y lugar de protección, descanso y alimentación para especies migratorias; esto lo ha convertido en el área con mayor concentración de avifauna de la zona centro del país, contándose más de 115 especies, entre las que destaca: el cisne coscoroba, cisne de cuello negro, flamenco chileno, gaviota de Franklin y gaviota Cahuil, diversos tipos de patos, la garza cuca y pequenes, entre otros. En el humedal también es posible encontrar diversos tipos de animales, además de fósiles y restos de culturas precolombinas.
El complejo de humedales El Yali cubre una superﬁcie de 11500 hectáreas, de las que 520.37 hectáreas están protegidas como Reserva Nacional desde 1996, a través del Decreto Supremo N°41,  que son gestionadas por CONAF (Corporación Nacional Forestal). Este complejo de humedales incluye una amplia variedad de cuerpos de agua (lechos y riberas de ríos, lagunas, embalses, suelos pantanosos y vegas, salinas artiﬁciales, desembocaduras de esteros y dunas), con un fuerte dinamismo estacional (verano-invierno), anual y plurianual debido a los ciclos del El Niño-Oscilación del Sur (ENSO). Se caracteriza por un clima mediterráneo semiárido con inﬂuencia oceánica, con nubosidad matinal en la costa casi todo el año. La precipitación media anual es de 481 mm, con valores extremos de 779.5 y 140.5 mm, donde el 90% de las lluvias se concentran entre los meses de mayo y agosto. La temperatura media anual es de 13.2 °C y la evapotranspiración de es unos 1000 mm anuales.
El humedal El Yali, surge gracias a la interacción de varios factores que han determinado su evolución geomorfológica durante los últimos 18.000 años, entre ellos destaca la formación Navidad. En el área protegida se encuentran tres cuerpos de agua: Albufera, laguna Colejuda y laguna La Matanza.

## Historia
El nombre Yali proviene probablemente del mapudungún yali, que significa mosquito.
Luis Risopatrón lo describe brevemente en su Diccionario Jeográfico de Chile de 1924:
Yali (Estero de). 33° 50' 71° 39' Es de poco caudal, corre hacia el W en una gran caja i rebalsa en las lagunas de las Salinas, que desagua al mar en la playa de Santo Domingo. 156; i riachuelo en 155, p. 894; rio de Yalí en 62, ii, p. 157; i Jali en 66, p. 263 (Pissis, 1875).

## Cuerpos de agua
Dentro del humedal El Yali existe una importante diversidad de cuerpos de agua, representados por esteros (estero El Yali, estero Las Rosas, estero El Peuco, estero Tricao, estero Maitenlahue), vegas (El Convento, Vega de Talca), salinas (Salinas El Convento y Salinas de Bucalemu), el embalse Los Molles, áreas de médanos y cerca de 8 lagunas: laguna Cabildo, laguna Seca (El Yali), laguna La Matanza, laguna Colejuda, laguna Guaraivo (o Guaraibo?), laguna El Rey, laguna Maura y la laguna salobre o albufera, la cual corre paralelamente a la línea de la costa y se encuentra separada del mar por medio de una barrera arenosa la que fue severamente afectada por el tsunami del año 2010, segmentándose en dos lagunas separadas por 500 metros.
Esteros:
- Estero El Yali
- Estero Las Rosas
- Estero El Peuco
- Estero Tricao
- Estero Maitenlahue

Lagunas:
- Laguna Cabildo
- Laguna Seca (El Yali)
- Laguna La Matanza
- Laguna Colejuda
- Albufera (El Yali)
- Laguna Guaraivo
- Laguna El Rey
- Laguna Maura

## Fauna
En la zona existen unas 116 especies de aves (un cuarto del total de especies en Chile), en su mayoría aves acuáticas: tucúqueres (búho magallánico), flamencos chilenos, cisnes de cuello negro, patos reales entre otras especies.
Un 30% de las aves utilizan el humedal como parada en sus viajes migratorios, por lo que son consideradas esporádicas o visitantes regulares. El restante 70% pueden ser considerado residente en la zona.

### Fauna exótica introducida
Dentro de la Reserva Nacional El Yali se han constatado la presencia de cinco especies de vertebrados exóticos introducidos: 
- Conejo europeo (Oryctolagus cuniculus).
- Rata noruega o guarén (Rattus norvegicus).
- Caballo feral (Equus caballus).
- Perro feral (Canis familiaris).
- Sapo africano de uñas (Xenopus laevis).

### Ostracodos
Listado reconocido:
- C. pubera
- E. virens
- H. incongruens

### Entomofauna
Diversidad de insectos acuáticos asociados a las lagunas del humedal y reserva nacional El Yali. Laguna Las Salinas; embalse Los Molles; laguna La Matanza; laguna Cabildo; laguna del Rey.
| Especie                | Nombre Común | Las Salinas | Embalse Los Molles | Laguna La Matanza | Laguna Cabildo | Laguna El Rey |
| ---------------------- | ------------ | ----------- | ------------------ | ----------------- | -------------- | ------------- |
| Tropisternus sp.       |              |             |                    | X                 |                |               |
| Enochrus sp.           |              |             | X                  |                   |                |               |
| Berosus sp.            |              |             | X                  |                   |                |               |
| Thermonectus sp.       |              |             |                    |                   | X              |               |
| Chironomidae indet.    |              |             | X                  | X                 | X              | X             |
| Chironomus sp.         |              |             |                    |                   | X              | X             |
| Ceratopogonidae indet. |              | X           |                    |                   |                |               |
| Dolichopodidae indet.  |              |             |                    |                   | X              |               |
| Ephydridae indet.2     |              | X           |                    |                   |                |               |
| Notiphila sp.          |              |             |                    |                   |                | X             |
| Corixidae indet.       |              |             | X                  | X                 | X              | X             |
| Hemiptera indet.       |              |             |                    |                   |                | X             |
| Anisoptera indet.      |              |             | X                  | X                 |                |               |
| Zygoptera indet.       |              |             | X                  |                   |                |               |

### Mamíferos
| Especie                    | Nombre Común             | Origen Biogeográfico |
| -------------------------- | ------------------------ | -------------------- |
| Thylamys elegans           | Yaca                     | Endémico             |
| Tadarida brasiliensis      | Murciélago cola de ratón | Neártico             |
| Lasiurus borealis          | Murciélago colorado      | Neártico             |
| Lasiurus cinereus          | Murciélago gris          | Neártico             |
| Abrothrix olivaceus        | Ratón oliváceo           | Nativo               |
| Oligoryzomys longicaudatus | Ratón de los espinos     | Nativo               |
| Phyllotis darwini          | Ratón orejudo de Darwin  | Endémico             |
| Myocastor coypus           | Coipo                    | Nativo               |
| Octodon degus              | Degú común               | Endémico             |
| Spalacopus cyanus          | Cururo                   | Endémico             |
| Lycalopex culpaeus         | Zorro culpeo             | Nativo               |
| Lycalopex griseus          | Zorro chilla             | Endémico             |
| Leopardus colocolo         | Colocolo                 | Nativo               |
| Leopardus guigna           | Huiña                    | Nativo               |
| Conepatus chinga           | Chingue común            | Endémico             |
| Galictis cuja              | Quique                   | Nativo               |

### Anfibios
| Especie                | Nombre Común          | Origen Biogeográfico |
| ---------------------- | --------------------- | -------------------- |
| Rhinella arunco        | Sapo de rulo          | Nativo               |
| Calyptocephalella gayi | Rana grande chilena   | Endémico             |
| Batrachyla taeniata    | Rana de antifaz       | Endémico             |
| Pleurodema thaul       | Sapo de cuatro ojos   | Nativo               |
| Xenopus laevis         | Sapo africano de uñas | Exótico              |

En el pasado se realizaba en la laguna La Matanza caza de la rana grande chilena, especie considerada vulnerable, con fines gastronómicos. Se ha detectado una masiva muerte de Calyptocephalella gayi.

## Avifauna
Listado de especies de aves presentes en el humedal cuya presencia se asocia estrictamente a los cuerpos de agua. Se clasifica cada especie según su distribución (visitante, nativo, endémico, cosmopolita, exótico) y su estado de conservación (No definida, vulnerable, rara, en peligro de extinción, insuficientemente conocida).
| Especie                     | Nombre Común              | Tipo Elemento | Estado de Conservación     |
| --------------------------- | ------------------------- | ------------- | -------------------------- |
| Agelaius thilius            | Trile                     | Nativo        | No definida                |
| Anas bahamensis             | Pato Gargantillo          | Visitante     | Rara                       |
| Anas cyanoptera             | Pato Colorado             | Nativo        | No definida                |
| Anas flavirostris           | Pato Jergón Chico         | Nativo        | No definida                |
| Anas georgica               | Pato Jergón Grande        | Nativo        | No definida                |
| Anas platalea               | Pato Cuchara              | Nativo        | Insuficientemente conocida |
| Anas sibilatrix             | Pato Real                 | Visitante     | No definida                |
| Anas versicolor             | Pato Capuchino            | Nativo        | No definida                |
| Ardea cocoi                 | Garza Cuca                | Nativo        | Rara                       |
| Arenaria interpres          | Playero Vuelvepiedras     | Visitante     | No definida                |
| Asio flammeus               | Nuco                      | Nativo        | Insuficientemente conocida |
| Bubulcus ibis               | Garza Boyera              | Exótico       | No definida                |
| Calidris alba               | Playero Blanco            | Visitante     | No definida                |
| Calidris bairdii            | Playero de Baird          | Visitante     | No definida                |
| Calidris canutus            | Playero Ártico            | Visitante     | En Peligro                 |
| Calidris melanotos          | Playero Pectoral          | Visitante     | No definida                |
| Calidris pusilla            | Playero Semipalmado       | Visitante     | No definida                |
| Casmerodius albus           | Garza Grande              | Nativo        | No definida                |
| Catharacta chilensis        | Salteador o Skua          | Visitante     | No definida                |
| Catoptrophorus semipalmatus | Playero Grande            | Visitante     | No definida                |
| Charadrius alexandrinus     | Chorlo Nevado             | Nativo        | No definida                |
| Charadrius collaris         | Chorlo de Collar          | Nativo        | No definida                |
| Charadrius falklandicus     | Chorlo Doble Collar       | Nativo        | No definida                |
| Charadrius modestus         | Chorlo Chileno            | Nativo        | No definida                |
| Charadrius semipalmatus     | Chorlo Semipalmado        | Visitante     | No definida                |
| Chloephaga melanoptera      | Piuquén                   | Nativo        | Vulnerable                 |
| Chloephaga poliocephala     | Canquén                   | Nativo        | No definida                |
| Cinclodes nigrofumosus      | Churrete Costero          | Endémico      | No definida                |
| Cinclodes patagonicus       | Churrete                  | Nativo        | No definida                |
| Circus cinereus             | Vari                      | Nativo        | No definida                |
| Cistothorus platensis       | Chercán de las Vegas      | Nativo        | No definida                |
| Columba araucana            | Torcaza                   | Nativo        | En peligro                 |
| Coscoroba coscoroba         | Cisne Coscoroba           | Nativo        | En peligro                 |
| Cygnus melancoryphus        | Cisne de Cuello Negro     | Nativo        | Vulnerable                 |
| Egretta thula               | Garza Chica               | Nativo        | No definida                |
| Elaenia albiceps            | Fío-fío                   | Nativo        | No definida                |
| Fulica armillata            | Tagüa                     | Nativo        | No definida                |
| Fulica leucoptera           | Tagüa Chica               | Nativo        | No definida                |
| Fulica rufifrons            | Tagüa de Frente Roja      | Nativo        | No definida                |
| Gallinago paraguaiae        | Becacina                  | Nativo        | Vulnerable                 |
| Gallinula melanops          | Tagüita                   | Nativo        | No definida                |
| Geositta maritima           | Minero Chico              | Nativo        | No definida                |
| Haematopus palliatus        | Pilpilén                  | Nativo        | No definida                |
| Heteronetta atricapilla     | Pato Rinconero            | Nativo        | Rara                       |
| Himantopus melanurus        | Perrito                   | Nativo        | No definida                |
| Hirundo rustica             | Golondrina Bermeja        | Visitante     | No definida                |
| Ixobrychus involucris       | Huairavillo               | Nativo        | Rara                       |
| Larosterna inca             | Gaviotín Monja            | Nativo        | Vulnerable                 |
| Larus dominicanus           | Gaviota Dominicana        | Nativo        | No definida                |
| Larus maculipennis          | Gaviota Cahuil            | Nativo        | No definida                |
| Larus modestus              | Gaviota Garuma            | Nativo        | Vulnerable                 |
| Larus pipixcan              | Gaviota de Franklin       | Visitante     | No definida                |
| Lessonia rufa               | Colegial                  | Nativo        | No definida                |
| Limosa haemastica           | Zarapito de Pico Recto    | Visitante     | No definida                |
| Netta peposaca              | Pato Negro                | Nativo        | No definida                |
| Numenius phaeopus           | Zarapito                  | Visitante     | No definida                |
| Nycticorax nycticorax       | Huairavo                  | Nativo        | No definida                |
| Oxyura jamaicensis          | Pato Rana Pico Ancho      | Nativo        | No definida                |
| Oxyura vittata              | Pato Rana Pico Delgado    | Nativo        | No definida                |
| Pardirallus sanguinolentus  | Pidén                     | Nativo        | No definida                |
| Pelecanus thagus            | Pelicano                  | Nativo        | No definida                |
| Phalacrocorax bougainvillii | Guanay                    | Nativo        | Vulnerable                 |
| Phalacrocorax brasilianus   | Yeco                      | Nativo        | No definida                |
| Phalacrocorax gaimardi      | Lile                      | Nativo        | Insuficientemente conocida |
| Phalaropus tricolor         |                           | Visitante     | No definida                |
| Phleocryptes melanops       | Trabajador                | Nativo        | No definida                |
| Phoenicopterus chilensis    | Flamenco Chileno          | Nativo        | Rara                       |
| Plegadis chihi              | Cuervo de Pantano         | Nativo        | En peligro                 |
| Pluvialis dominica          | Chorlo Dorado             | Visitante     | No definida                |
| Pluvialis squatarola        | Chorlo Ártico             | Visitante     | No definida                |
| Podiceps major              | Huala                     | Nativo        | No definida                |
| Podiceps occipitalis        | Blanquillo                | Nativo        | No definida                |
| Podilymbus podiceps         | Picurio                   | Nativo        | No definida                |
| Pygochelidon cyanoleuca     | Golondrina de Dorso Negro | Nativo        | No definida                |
| Rollandia rolland           | Pinpollo                  | Nativo        | No definida                |
| Rostratula semicollaris     | Becacina Pintada          | Nativo        | En peligro                 |
| Rynchops niger              | Rayador                   | Visitante     | No definida                |
| Sephanoides sephaniodes     | Pingarita                 | Nativo        | No definida                |
| Sterna hirundinacea         | Gaviotín Sudamericano     | Nativo        | No definida                |
| Sterna paradisaea           | Gaviotín Ártico           | Visitante     | No definida                |
| Sterna trudeaui             | Gaviotín Piquerito        | Nativo        | No definida                |
| Sturnella loyca             | Loica                     | Nativo        | No definida                |
| Sula variegata              | Piquero                   | Nativo        | Insuficientemente conocida |
| Tachuris rubrigastra        | Siete Colores             | Nativo        | No definida                |
| Tachycineta meyeni          | Golondrina Chilena        | Nativo        | No definida                |
| Theristicus melanopis       | Bandurria                 | Nativo        | Vulnerable                 |
| Tringa flavipes             | Pitotoy Chico             | Visitante     | No definida                |
| Tringa melanoleuca          | Pitotoy Grande            | Visitante     | No definida                |
| Vanellus chilensis          | Queltehue                 | Nativo        | No definida                |
| Veniliornis lignarius       | Carpinterito              | Nativo        | No definida                |

## Flora
| Especie                                               | Nombre Común                         |
| ----------------------------------------------------- | ------------------------------------ |
| Acacia caven Lam.                                     | Espino                               |
| Acmispon subpinnatus (Lag.) D.D.Sokoloff              | Lotera                               |
| Adenopeltis serrata (Ait.) Johnst.                    | Colliguay macho                      |
| Adiantum chilense Kaulf.                              | Palito negro                         |
| Ageratina glechonophylla (Less.) R.M.King & H.Rob.    | Barba de viejo                       |
| Aira caryophyllea L.                                  |                                      |
| Alstroemeria ligtu L.                                 | Liuto                                |
| Alstroemeria ligtu L. ssp. Simsii (Spreng.) E. Bayer. | Flor del gallo                       |
| Ambrosia chamissonis (Less.) Greene                   | Dicha grande                         |
| Anagallis arvensis L. var. coerulea Gouan             | Pimpinela azul                       |
| Aristeguietia salvia (Colla) R.M. King & H. Rob       | Salvia macho                         |
| Aristotelia chilensis (Molina) Stuntz                 | Maqui                                |
| Astragalus amatus Lam.                                | Hierba loca                          |
| Astragalus berterianus (Morris) Reiche.               | Hierba Loca                          |
| Avena barbata Pott ex Link                            | Teatina                              |
| Azara celastrina D.Don                                | Lilén                                |
| Azara dentata Ruiz & Pav.                             | Corcolén                             |
| Baccharis concava (R.et P.) Pers.                     | Vautro                               |
| Baccharis linearis (R.et P.) Pers.                    | Romero del país, Romerillo           |
| Baccharis pingraea DC.                                | Chilquilla                           |
| Baccharis racemosa (Ruiz & Pav.) De Candolle          | Chilca , Chilco                      |
| Baccharis salicifolia (Ruiz & Pav.) Pers.             | Chilca                               |
| Baccharis vernalis F.H.Hellw.                         | Vautro                               |
| Brassica campestris L.                                | Yuyo                                 |
| Calceolaria integrifolia Murr.                        | Capachito arbustivo                  |
| Calystegia soldanella (L.) R.Br.                      | Suspiro                              |
| Camissonia dentata (Cav.) Reiche.                     | Metrín                               |
| Carduus pycnocephalus L.                              | Cardilla, Cardo negro                |
| Carpobrotus chilensis Mol.                            | Doca                                 |
| Carthamus lanatus L.                                  | Cardilla                             |
| Cestrum parqui L'Hér.                                 | Palqui                               |
| Chorizanthe vaginata Benth. var. Arida                | Sanguinaria                          |
| Chusquea cumingii Ness.                               | Coligüe                              |
| Cirsium vulgare (Savi) Ten.                           | Cardo negro                          |
| Cistanthe philhershkovitziana Hershk.                 | Pata de guanaco                      |
| Colletia spinosissima Gmel.                           | Crucero                              |
| Colliguaja odorifera Mol.                             | Colliguay                            |
| Conium maculatum L.                                   | Cicuta                               |
| Convolvulus arvensis L.                               | Correhuela                           |
| Cotula coronopifolia L.                               | Botón de oro                         |
| Cryptantha sp.                                        |                                      |
| Cryptocarya alba (Molina) Looser                      | Peumo                                |
| Cupressus macrocarpa Hartw.                           | Ciprés                               |
| Cynara cardunculus L.                                 | Cardo penquero                       |
| Cyperus difformis L.                                  | Cortadera, Lleivun                   |
| Cyperus eragrostis Lam.                               | Trome                                |
| Distichlis spicata (L.) Greene                        | Pasto salado                         |
| Ephedra chilensis K. Presl                            | Pingo-pingo                          |
| Erodium cicutarium (L.) L'Hér.                        | Relojillo                            |
| Escallonia pulverulenta (Ruiz & Pav.) Pers.           | Madroño , Corontillo , Siete camisas |
| Eschscholzia californica Cahm. in C. G. Nees.         | Dedal de oro                         |
| Eucalyptus globulus Labill.                           | Eucalipto                            |
| Fagus sylvatica L.                                    | Haya común                           |
| Ficinia nodosa (Rottb.) Goetgh. et al.                |                                      |
| Foeniculum vulgare Mill.                              | Hinojo                               |
| Fuchsia magellanica Lam.                              | Chilca, chilco, fuxia                |
| Fumaria agraria Lag.                                  | Hierba de la culebra                 |
| Galega officinalis L.                                 | Galega                               |
| Geranium berteroanum Colla                            | Core-core                            |
| Geranium robertianum L.                               | Hierba de San Roberto                |
| Glebionis coronaria (L.) Cass. ex Spach               | Manzanillón                          |
| Holcus lanatus L.                                     | Pasto miel                           |
| Hordeum murinum Link.                                 | Cebadilla                            |
| Hypochaeris glabra L.                                 | Hierba del chancho                   |
| Juncus capillaceus Lam.                               | Junquillo                            |
| Juncus imbricatus Lah. var. Chamissonis               | Junquillo                            |
| Kageneckia oblonga Ruiz & Pav.                        | Bollén                               |
| Leucheria cerberoana J. Rémy                          | Blanquillo                           |
| Lithraea caustica Hook. et Arn.                       | Litre                                |
| Lobelia excelsa Bonpl.                                | Tabaco del diablo                    |
| Luma chequen (Molina) A. Gray.                        | Chequén, Arrayán blanco              |
| Lupinus arboreus Sims.                                | Lupino, Chocho                       |
| Lupinus microcarpus Sims.                             | Chocho del campo                     |
| Lycium chilense Miers ex A. DC.                       | Coralillo                            |
| Malva sylvestris L.                                   | Malva                                |
| Margyricarpus pinnatus (Lam.) O.K.                    | Perla, Hierba de la perlilla         |
| Maytenus boaria Mol.                                  | Maitén                               |
| Medicago lupulina L.                                  |                                      |
| Medicago polymorpha L.                                | Trébol carretilla                    |
| Melilotus indicus (L.) All.                           | Trebul                               |
| Muehlenbeckia hastulata (J.E. Sm.) Johnst.            | Quilo                                |
| Myoporum laetum G. Forst.                             | Mioporo                              |
| Myrceugenia obtusa (DC.) O. Berg.                     | Arrayán                              |
| Nolana crassulifolia Poepp.                           | Sosa brava                           |
| Nolana paradoxa Lindl.                                | Suspiro de mar                       |
| Nothoscordum bivalve (L.) Britton                     | Huilli de perro                      |
| Oenothera acaulis Cav.                                | Don Diego de la Noche                |
| Oenothera affinis Cambess.                            | Flor de San José                     |
| Pasithea Coerulea (R. et P.) D.Don.                   | Azulillo                             |
| Peumus boldus Mol.                                    | Boldo                                |
| Phacelia secunda J.F. Gmel.                           | Cuncuna                              |
| Phyla canescens (Kunth) Greene                        | Hierba de la Virgen María            |
| Pinus radiata D. Don                                  | Pino insigne                         |
| Plantago lanceolata L.                                | Llantén menor                        |
| Plantago ovata Forssk.                                | Ispágula                             |
| Podanthus mitiqui Lindl.                              | Mitique                              |
| Ranunculus muricatus L.                               | Centella                             |
| Raphanus sativus L.                                   | Rábano                               |
| Rapistrum rugosum (L.) All.                           | Mostacilla                           |
| Retanilla trinervia (Gillies & Hook.) Hook. & Arn.    | Tevo                                 |
| Rubus ulmifolius Schott.                              | Zarzamora                            |
| Rumex acetosella L.                                   | Vinagrillo                           |
| Sarcocornia fruticosa (L.) A. J. Scott                | Hierba sosa                          |
| Schinus latifolius (Gill. ex Lindl.) Engler.          | Molle                                |
| Schinus polygamus (Cav.) Cabrera.                     | Huingán                              |
| Scirpus californicus (C.A. Mey.) Steud.               | Totora                               |
| Senecio sinuatilobus D.C                              | Senecio                              |
| Senecio vulgaris L.                                   | Hierba cana                          |
| Silene gallica L.                                     | Calabacillo                          |
| Sisyrinchium cuspidatum Poepp.                        | Huilmo                               |
| Sisyrinchium graminifolium Lindl.                     | Huilmo amarillo                      |
| Solanum furcatum Dunal ex Poir.                       | Hierba mora                          |
| Solanum pinnatum Cav.                                 | Hierba del chabalongo                |
| Sonchus oleraceus L. Cerrajilla                       |                                      |
| Sophora macrocarpa J. E. Sm.                          | Mayú, Mayo                           |
| Spartina densiflora Brongn.                           |                                      |
| Spergularia media (L.) C.Presl ex Griseb.             |                                      |
| Spergularia rubra (L.) J. & C. Presl                  | Tiqui tiqui                          |
| Stellaria chilensis Pedersen                          | Quilloy-quilloy                      |
| Stellaria media (L.) Vill.                            | Quilloy                              |
| Taraxacum officinale (L.) Weber ex F.H.Wigg.          | Diente de león                       |
| Tetragonia tetragonoides (Pall.) Kuntze.              | Espinaca de Nueva Zelanda            |
| Trichopetalum plumosum (R. et P.) J.F.MacBride        | Flor de la plumilla                  |
| Trifolium angustifolium L.                            |                                      |
| Trifolium campestre Schreb. in Sturm                  | Trébol                               |
| Trifolium repens L.                                   | Trébol blanco                        |
| Tristagma bivalve (Lindl.) Traub.                     | Cebolleta                            |
| Tropaeolum tricolor Sweet.                            | Soldadito                            |
| Tweedia birostrata (Hook. & Arn.) Hook. & Arn.        | Sahumerio                            |
| Typha angustifolia L.                                 | Vatro                                |
| Verbascum virgatum Stokes in With                     | Mitrún                               |
| Vicia sativa L.                                       | Clarincillo                          |
| Vinca major L.                                        | Hierba doncella                      |
| Vulpia bromoides L.                                   | Pasto sedilla                        |
| Zantedeschia aethiopica (L.) Spreng.                  | Cala                                 |

## Amenazas naturales e impactos ambientales
El humedal El Yali presenta numerosas amenazas debido a la acción antrópica, la cual modifica el hábitat, como por ejemplo, incendios forestales, extracción y desviación de aguas para uso agrícola, reducción de la vegetación nativa por incendios forestales, construcción de inmuebles, acción de cazadores y pescadores ilegales, ingreso de vehículos de doble tracción de todo tipo a la zona costera del humedal, instalación de cableados eléctricos que causan colisiones con algunas especies de aves acuáticas.

### Marejada de agosto de 2015
Un sistema frontal con precedentes sólo en los 60 por su intensidad, afecto el litoral de la región de Valparaíso y Coquimbo. En la reserva, el mar sobrepaso completamente la albufera y afectó severamente las dunas costeras.

### Terremoto y tsunami 2010
El humedal El Yali fue fuertemente afectado por el tsunami de campo cercano del año 2010. La Albufera perdió las dunas de protección que las separaba del mar.
Previo al tsunami, el área de la laguna Albufera, contenía 4 tipos de ambientes: playa de arena, (1.4 hectáreas), duna (1.2 hectáreas), zona de vegetación de humedal (5 hectáreas) y una zona de matorral costero (10 hectáreas). 
El tsunami, causó que la zona de dunas y la playa de arena localizada en la porción occidental de la laguna costera prácticamente desapareciera esparciéndose toda su arena sobre la laguna y el hábitat de matorral localizado en la porción más oriental de la laguna. De esta forma, la línea costera de la playa avanzó 70 metros tierra adentro y laguna se hizo 30 metros más ancha, creándose varios puntos de conexión con el mar. Como consecuencia, la vegetación del humedal fue prácticamente barrida o sepultada bajo arena La conexión permanente de la laguna con el mar ha producido variaciones importantes en la salinidad de la laguna, gatillando que muchas de las especies de aves que era común ver en la zona de la laguna hayan emigrado.

### Influencia aviar
Kobrich et al.(2009) clasificaron diversos humedales de Chile central según el grado de riesgo de influenza aviar para los planteles industriales emplazados en su entorno. En su estudio concluyeron que el humedal El Yali se encuentra en el grupo de humedales de alto riesgo, siendo el tercer cuerpo de agua más riesgoso de la lista.

### Terremoto y Tsunami de 1730
En la Hacienda de los Dominicos llamada Pucaiquen en Santo Domingo, se perdieron más de 10 000 cabezas de ganado producto del tsunami, lo que hace suponer que la reserva fue complemente inundada.

## Vías de Accesos
Para acceder a la Reserva Nacional El Yali se debe pasar por un camino propiedad de Agrosuper S.A.. Se debe avisar con al menos 2 día de antelación, para que CONAF efectúe las coordinaciones.
Para acceder al humedal El Yali desde el norte, se pasa por las ciudades de San Antonio y Santo Domingo. Luego se avanza por la carretera de la Fruta al sur, hasta el cruce a El Convento. Se sigue por ese camino por 17 kilómetros.
Para acceder desde Santiago por la autopista del Sol, saliendo del sector Leyda, se debe tomar a mano derecha (indicado en la señalética) Leyda - San Juan - Santo Domingo. Luego, se debe avanzar hasta llegar a la localidad de Lo Gallardo, para encontrarse con los semáforos, desde ahí hay que tomar a mano izquierda para ingresar al puente Lo Gallardo que une a Llolleo con Santo Domingo (Chile). Posteriormente al puente se debe continuar con la carretera en dirección Sur San Fernando, más conocida como la ruta de la Fruta, unos 17 kilómetros para encontrarse con el cruce San Fernando - Bucalemu - Río Rapel, después se debe tomar a mano derecha (hacia Bucalemu), avanzar unos 5 kilómetros hasta el cruce El Convento y tomar a mano derecha, 12 kilómetros por el camino principal hasta la capilla del sector Las Salinas y tomar a mano derecha para finalmente ingresar por la empresa Agrosuper S.A..
Desde Valparaíso se debe tomar la Ruta 68 y en la intersección con Casablanca (Chile) desviar a San Antonio (Chile) hasta Santo Domingo (Chile), Luego, tomar Ruta-66 hasta El Convento y tomar camino costero hasta la capilla del sector Las Salinas hasta Agrosuper S.A..

## Visitantes
Esta reserva recibe una reducida cantidad de visitantes chilenos y extranjeros cada año.
| Año         | 2010  | 2011  | 2012  | 2013  | 2014  | 2015  | 2016  | 2017  | 2018  | 2019  | 2020 | 2021  | 2022  |
| ----------- | ----- | ----- | ----- | ----- | ----- | ----- | ----- | ----- | ----- | ----- | ---- | ----- | ----- |
| chilenos    | 1.703 | 1.550 | 1.805 | 1.933 | 1.508 | 2.394 | 1.896 | 1.502 | 1.869 | 1.235 | 431  | 1.276 | 1.136 |
| extranjeros | 44    | 19    | 40    | 31    | 26    | 21    | 19    | 4     | 4     | 25    | 0    | 0     | 0     |
| Total       | 1.747 | 1.569 | 1.845 | 1.964 | 1.534 | 2.415 | 1.915 | 1.506 | 1.873 | 1.260 | 431  | 1.276 | 1.136 |

## Preservación
La Reserva Nacional El Yali se crea a través del Decreto Supremo N.º 41 de mayo de 1996 del Ministerio de Agricultura, con una superficie de 520,37 hectáreas del humedal pertenecientes al fundo El Convento. El 2 de diciembre del mismo año es agregada como el entonces único humedal neotropical mediterráneo a la lista de Humedales de Importancia Internacional de la Convención Ramsar, sitio N.º 878. Una de las primeras medidas de conservación del lugar fue declarar un área de 34.000 ha como Zona de Prohibición de Caza de anfibios, reptiles, aves y mamíferos dentro de la cuenca del estero El Yali y sus cuerpos de agua adyacentes (Decreto N.º 143 del Ministerio de Agricultura). Posteriormente El Yali se declara como sitio prioritario de conservación regional a través de la Resolución Exenta N.º 739/2007 "Sitios de la Estrategia Regional de la Biodiversidad, Región de Valparaíso", el plan de acción ambiental de la provincia de San Antonio (PAPSA 2009) y se incorpora su zona costera como área de interés de conservación ecológico en la Macrozonificación del Borde Costero de la Región de Valparaíso (2010). En el año 2003 se forma el Consejo Consultivo Local para la conservación y desarrollo de la Reserva Nacional El Yali, el cual involucra la participación de actores sociales del sector público, comunitario y privado.

### Tesis
- Villa-Martínez R (2002). Historia del clima y la vegetación de chile central durante el holoceno: una reconstrucción basada en el análisis de polen, sedimentos, microalgas y carbón. Tesis para optar al grado de Doctor en Ciencias con mención en Ecología y Biología Evolutiva. Universidad de Chile, Facultad de Ciencias, Santiago, Chile. Disponible en: http://www.tesis.uchile.cl/tesis/uchile/2002/villa_r/html/index-frames.html Archivado el 15 de diciembre de 2013 en Wayback Machine.
- Rudolph J (2004). Análisis del estado de conservación de los cuerpos mayores del humedal el yali y criterios para su sustentabilidad. Tesis para optar al título profesional de Biólogo Marino. Universidad de Valparaíso, Facultad de Ciencias del Mar, Valparaíso, Chile, 87pp.
- Galdames P (2007). Caracterización Hidrológica de laguna Albufera en Humedal El Yali con énfasis en flujos subterráneos. Tesis para optar al grado de Magíster en Ciencias de la Ingeniería. Pontificia Universidad Católica de Chile, Escuela de Ingeniería, Santiago, 190 pp.
- Rubio A & Basic B (2011). Investigación de impactos ambientales post tsunami Chile 2010 en la laguna Albufera perteneciente al humedal El Yali (33°45’30’’S). Tesis para optar al Título Profesional de Ingeniero Ambiental. Universidad de Playa Ancha, Facultad de Ingeniería, Valparaíso, Chile, 165pp.
- Araya M (2013). Interés y prioridad de conservación de la flora y vegetación en la Reserva Nacional El Yali. Tesis presentada para optar al Título Profesional de Ingeniero en Medio Ambiente y Recursos Naturales. Universidad de Viña del Mar, Escuela de Ingeniería, Viña del Mar, Chile, 123pp.
- Belmar C (2013). El Yali : centro de investigación El Yali. Tesis presentada para optar al Título profesional de Arquitecto. Universidad de Chile, Facultad de Arquitectura y Urbanismo, Santiago, Chile. Disponible en: http://tesis.uchile.cl/handle/2250/114829?show=full Archivado el 15 de diciembre de 2013 en Wayback Machine.

### Artículos
- Acuña-O P, Vélez-R CA, Mizobe CE, Bustos-López C & Contreras-López M (2014). Mortalidad de la población de rana grande chilena, Calyptocephalella gayi (Calyptocephalellidae), en la laguna Matanzas, del Humedal El Yali, en Chile Central. Anales Museo Historia Natural de Valparaíso, N°27: 35 - 50.
- Albert F (1900). Las dunas, o sean las arenas volantes, voladeros, arenas muertas, invasión de arenas, playas y médanos del centro de * Chile: comprendiendo el litoral desde el límite norte de la provincia de Aconcagua hasta el límite sur de la de Arauco. Anales de la Universidad de Chile, imprenta Cervantes, 229pp.
- Barreda V, Encinas A & Hinojosa LF (2011). Polen y esporas de la Formación Navidad, Neógeno de Chile. Revista Chilena de Historia Natural 84: 341 - 355.
- Brito JL (1999). Vertebrados del humedal La Reserva Nacional El Yali y su costa, Santo Domingo, Chile central. Anales del Museo de Historia Natural de Valparaíso 24: 121-126.
- Brito JL (2009). San Antonio: Nuevas crónicas para su historia y geografía. Salesianos Impresores S.A., San Antonio, Chile. 412 pp.
- Cienfuegos R, Campino JR, Gironás J, Almar R & Villagrán M (2012). Desembocaduras y lagunas costeras en la zona central de Chile. En Fariña MJ & Camaño A (editores) "Humedales costeros de Chile". Ediciones UC, Santiago de Chile. P: 21 - 65.
- CONAF (2009). Plan de Manejo Reserva Nacional El Yali. Corporación Nacional Forestal. 389pp.
- Contreras-López M (2014). El tsunami de campo cercano del 27 de febrero de 2010 sobre la laguna costera El Yali (33º45’S). Revista geográfica de Valparaíso, N°49: 3 – 15.
- Contreras-López M, Vergara Cortés H & Figueroa R (2014). Elementos de la Historia Natural del sistema de humedales El Yali. Anales Museo Historia Natural de Valparaíso, N°27: 51 - 67.
- Contreras-López M (2014). Efectos del terremoto y tsunami del 27 de febrero de 2010 en la Reserva Nacional El Yali. Anales Museo Historia Natural de Valparaíso, N°27: 79 - 92.
- Fariña J, Aragoneses N, Armesto S, Almar R, Bertness M & Silliman B (2010). Cambios en la estructura de hábitat de la Laguna Albúfera, Humedal El Yali (V Región), luego del tsunami del 27 de febrero de 2010. Boletín Red Universitaria Cruz del Sur. Julio 2010.
- Fariña JM & Camaño A (2012). Humedales costeros de Chile. Aportes Científicos a su Gestión sustentable. Universidad Católica de Chile. Santiago Chile. 437pp.
- Fariña JM, Bertness MD, Silliman B, Aragoneses N & Gayo E (2012). Historia natural y patrones ecológicos del humedal costero El Yali, Chile Central. En Fariña MJ & Camaño A (editores) "Humedales costeros de Chile". Ediciones UC, Santiago de Chile. P: 215 - 250.
- Figueroa R, Suárez M, Andreu A, Ruiz V, & Vidal - Abarca M (2009). Caracterización Ecológica de Humedales de la Zona Semiárida en Chile Central. Gayana (Concepc.), vol.73(1): 76-94.>
- Flores-Toro L & Contreras-López M (2015). Suaeda foliosa Moq. (Caryophyllales: Chenopodiaceae) first record of the genus and species for Valparaíso region, Chile. Revista Chilena de Historia Natural, 82(2), DOI 10.1186/s40693-015-0035-5.
- Fritz, H.; Petroff, C.; Catalán, P.; Cienfuegos, R.; Winckler, P.; Kalligeris, N.; Weiss, R.; Barrientos, S.; Meneses, G.; Valderas-Bermejo, C.; Ebeling, C.; Papadopoulos, A.; Contreras, M.; Almar, R.; Domínguez, J. y Synolakis, C. 2011. Field Survey of the 27 February 2010 Chile Tsunami. Pure and Applied Geophysics (168): 1989 – 2010.
- Gallardo H & Meza J (2012). Ficha informativa sobre humedales Ramsar: Humedal El Yali. CONAF, 23pp.
- Gastó E (2002). Diagnóstico de la comuna de Santo Domingo. Universidad Católica de Santiago. Consultoría para la Ilustre Municipalidad de Santo Domingo. 125 pp
- Geómetra (1995). Evaluación hidrológica e hidrogeológica en la cuenca del estero El Yali, 20pp.
- Jenny B, Massaferro J, Valero-Garcés B, Geyh M & Rizzo A (2000). Evidence of salinity changes due to marine influence during the last 3000 years in Laguna Matanzas (Central Chile) from sedimentological, geochemical and chironomid analysis. In "Paleolimnology Congress". Kingston-Canada.
- Lara, O. 2000. Delimitación geomorfológica del humedal El Yali, comuna de Santo Domingo, V. Región. Santiago: Facultad de Arquitectura y Urbanismo, Departamento de Geografía, 47pp.
- Leiva I, Meza J & Möder L (1995). Fundamentos para la creación de la Reserva Nacional El Yali. CONAF, quinta región. 35 pp.
- Marquet PA, Abades S & Barria I (2012). Distribución y conservación de humedales costeros: una perspectiva geográfica. En Fariña MJ & Camaño A (editores) "Humedales costeros de Chile". Ediciones UC, Santiago de Chile. P: 1 - 19.
- Maceda JJ, Schmitt F, Bruno F & Acevedo D (2008). Confirmación de la presencia del Playerito Menor (Calidris minutilla) en Argentina y nuevos registros para Chile Central. Hornero 23(2): 95 - 98.
- Meza, V.; Contreras-López, M.; Rivera, C.; Jofré, C.; Figueroa, R.; Bustillos, G.; Duarte, N.; Soto, E.; Quiroga, E.; Ugalde, A.;  Ramírez, P. y Mizobe, C. 2013. Plan de Restauración Ecológica como Mecanismo de Adaptación al Cambio Climático en la Reserva Nacional El Yali, Región de Valparaíso, Informe Final. Valparaíso: Universidad de Playa Ancha - Agencia de Parques de Canadá - Ministerio del Medio Ambiente de Chile, 242pp.
- Mizobe CE, Contreras-López M, Acuña-O PL, Vélez-R CM & Bustos-López C (2014). Mortalidad masiva reciente de la rana grande chilena (Calyptocephalella gayi) en la Reserva Nacional El Yali. Biodiversidata, N.º 2: 30 -34.
- Noguera, G. 1956. Proyecto de regadío Hacienda El Convento. Santiago: Dirección General de Aguas (DGA), Centro de Información Recursos Hídricos. 190pp.
- Paskoff R & Manríquez H (2004). Las dunas de las costas de Chile. Instituto Geográfico Militar. Santiago, 112pp.
- Paskoff R, Manríquez H, Cuitiño L & Petiot R (2000). Características, origen y cronología de los cordones dunares de la playa Santo Domingo, Región de Valparaíso, Chile. Revista Geológica de Chile, 27: 121 - 131.
- Sallaberry M & Mann M (2007). Sanderlings (Calidris alba) banded in Canada recovered in Chile. Ornitología Neotropical 18: 623 - 626.
- Schmitt F & Barros R (2009). Nuevos avistamientos del playero semipalmado (Calidris pusilla) y playero occidental (Calidris mauri) en Chile central. Boletín Chileno de Ornitología, 15(1): 29 - 34.
- Silva-García CM & Brewer GL (2007). Breeding behavior of the coscoroba swan (Coscoroba coscoraba) in el Yali wetland, central Chile. Ornitología Neotropical 18: 573 - 585.
- UPLA. 2013. Ejecución Temprana de Restauración Ecológica y un Sistema de Alerta Ambiental como Mecanismo de Adaptación al Cambio Climático en la Reserva Nacional El Yali, Informe Final, Región de Valparaíso. Valparaíso: Universidad de Playa Ancha - Ministerio del Ambiente, 162pp.
- Valverde V (1996). Ficha informativa sobre humedales Ramsar: Humedal El Yali. CONAF, 20pp.
- Vergara H (2014). Características sedimentológicas y mineralógicas de playa El Yali, región de Valparaíso, Anales Museo Historia Natural de Valparaíso, N°27: 68 - 78.
- Vidal-Abarca M, Suárez M, Figueroa R, Enríquez M, García V, Domínguez C & Arce M (2011). Caracterización hidroquímica del complejo de humedales El Yali, Chile Central.
- Vilina Y. (1994). Apuntes para la conservación del Humedal “Estero El Yali”. Depto de Biol. Cel. Y Genética, Fac. de Medicina, Universidad de Chile, Santiago.
- Vilina YA, Tala C & Meza J (2014). Nuevas especies de aves registradas en el humedal El Yali, Chile central, Anales Museo Historia Natural de Valparaíso, N°27: 28 - 34.